# Зазерский, Алексей Иванович
Алексе́й Ива́нович Зазе́рский (1878—1942, Ленинград) — русский и советский архитектор, градостроитель, инженер, изобретатель.

## Биография
Окончил Институт гражданских инженеров в 1902 году и преподавал там же в 1900-х годах.
В 1905—1908 годах участвовал в проектировании и строительстве сооружений первой очереди городского трамвая. Был одним из организаторов строительства кооперативных жилых домов в Санкт-Петербурге. В 1915 году — председатель правления товарищества металлургического производства; был директором правления акционерного обществава «Курорт Лиран». Член Петербургского общества архитекторов. В 1928 году вместе с Н. А. Ладовским и другими единомышленниками организовал Объединение архитекторов-урбанистов (АРУ); был заместителем председателя Объединения.
После революции построил Палевский жилмассив в Ленинграде, участвовал в градостроительном проектировании Ярославля, Твери, Баку. Главный инженер Жилсоюза (1925). В начале 1920-х годов работал в Ярославле, где совместно с С. В. Домбровским разрабатывал градостроительный план города.
В начале Великой Отечественной войны вступил в народное ополчение. Умер от голода зимой 1942 года в блокадном Ленинграде.

## Проекты в Санкт-Петербурге — Ленинграде
- 6-я Красноармейская улица, д.№ 15/улица Егорова, д. 17 — доходный дом. Перестройка. 1903.
- Петрозаводская улица, д. 20 — доходный дом. 1904.
- Малая Посадская улица, д. 26 — здание Женского педагогического института. Перестройка. 1904—1906. Совместно с В. В. Старостиным.
- Атаманская улица, д. 3 — здание Центральной электростанции городского трамвая. 1906—1907. Совместно с Л. Б. Горенбергом. (Расширено).
- Дегтярный переулок, д. 5 — здание Рождественской трансформаторной подстанции городского трамвая. 1906.
- Набережная реки Карповки, д.№ 15 — здание Петербургской трансформаторной подстанции городского трамвая. 1906—1907.
- Московский проспект, д. 1 / переулок Бринько, д. 2 — доходный дом Я. И. Перетца. 1907—1908.
- Плуталова улица, д. 20 — доходный дом. 1910 (перестроен).
- Большая Посадская улица, д. 1 / Малая Посадская улица, д. 10 — жилой дом товарищества для устройства постоянных квартир. 1910.
- Улица Глеба Успенского, д. 5 — доходный дом. 1910.
- Доходный дом Молодяшина. Лиговский проспект, д. 275. 1910—1911.
- Улица Профессора Попова, д. 28 — доходный дом. 1910—1911.
- Набережная канала Грибоедова, д. 69 / Столярный переулок, д. 18 — доходный дом И. С. Никитина. Перестройка. 1910—1911.
- Заставская улица, д. 21, дворовый корпус — доходный дом. 1911.
- Большая Пушкарская улица, д. 7 — доходный дом И. И. Басевича, 1912[2].
- Набережная реки Карповки, д. 19 — жилой дом 2-го Петербургского товарищества для устройства постоянных квартир. 1912—1913.
- Улица Некрасова, д. 58 — 60 / Греческий проспект, д. 10 — 12 / Фонтанная улица, д. 3 — жилой комплекс Бассейного товарищества собственных квартир. 1912—1914. Совместно с Э. Ф. Виррихом, А. Ф. Бубырем ?, Н. В. Васильевым ?, В. Н. Пясецким ?
- Улица Радищева, д.№ 8 — доходный дом. Перестройка. 1913.
- Каменноостровский проспект, д. 73 — 75 — улица Академика Павлова, д. 16 — жилой дом 3-го Петроградского товарищества собственных квартир. 1913—1914. Совместно с И. И. Яковлевым.
- Улица Комиссара Смирнова, д. 15 — жилой дом Выборгского товарищества для устройства постоянных квартир. 1913—1916. Совместно с В. В. Старостиным. (Перестроен).
- Палевский жилмассив, 1925—1926. Находится между проспектом Елизарова и улицей Ольги Берггольц
- Аларчин мост, 1905—1908 годы[3].
- Княжевская подстанция Оранэлы (приписывается А. И. Зазерскому, однако документов, подтверждающих этот факт, нет)

## Адреса в Ленинграде
- Большая Посадская ул., д. 1/10 (?—1942)

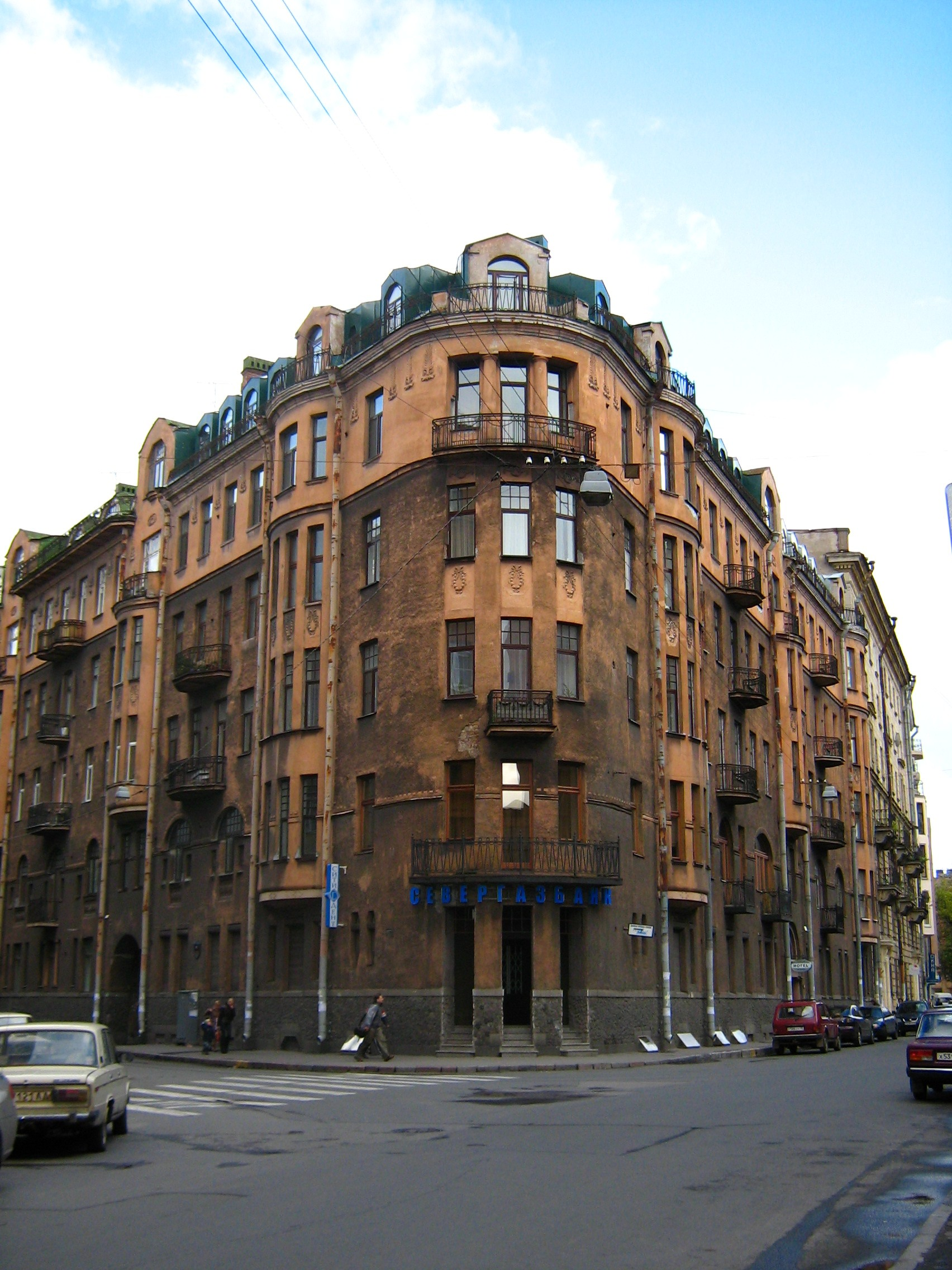
Угол Малой и Большой Посадской улиц
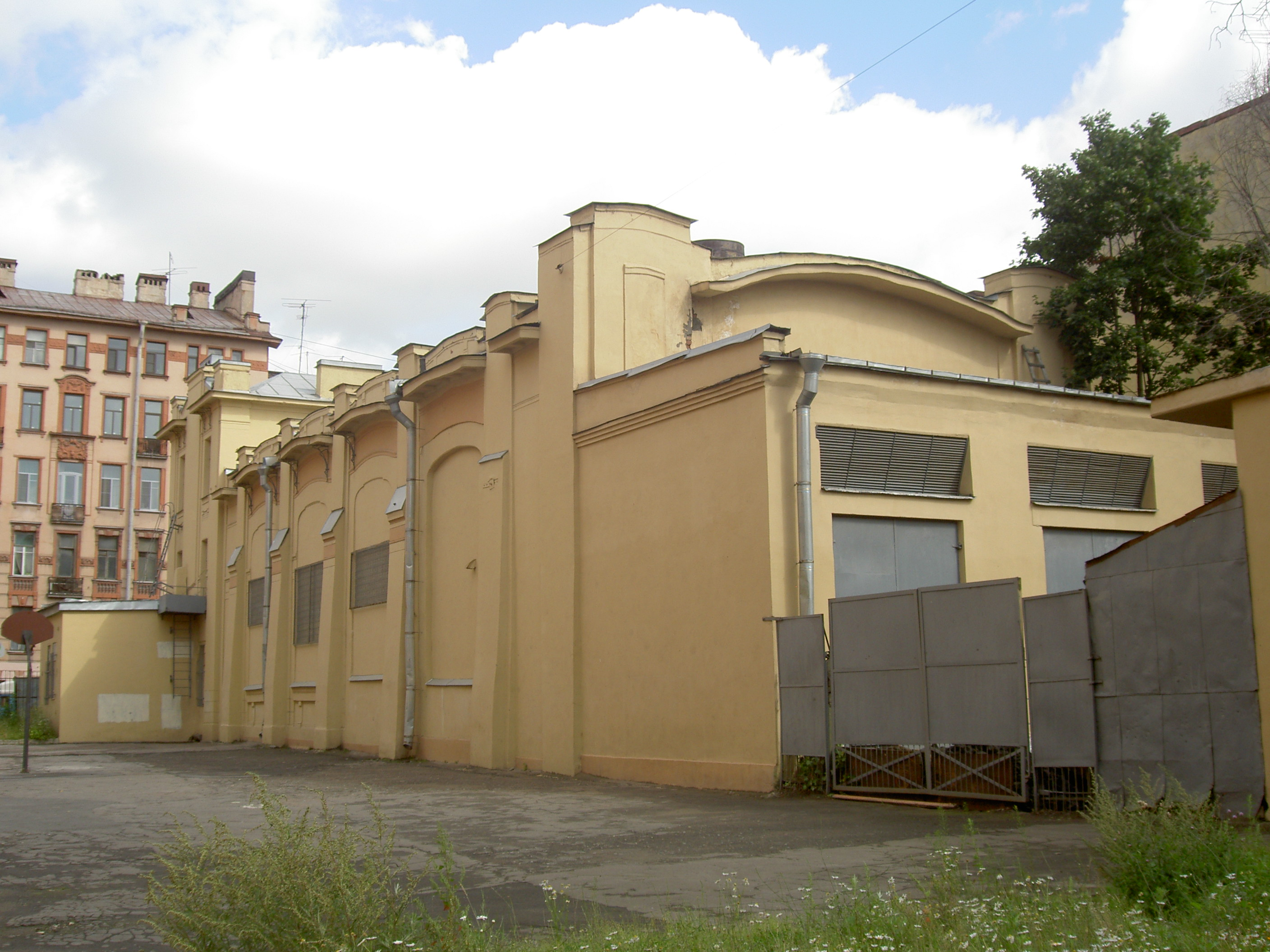
Тяговая подстанция «Горэлектротранс» (СПб., 11-я Красноармейская улица, 28. Арх. А. И. Зазерский.
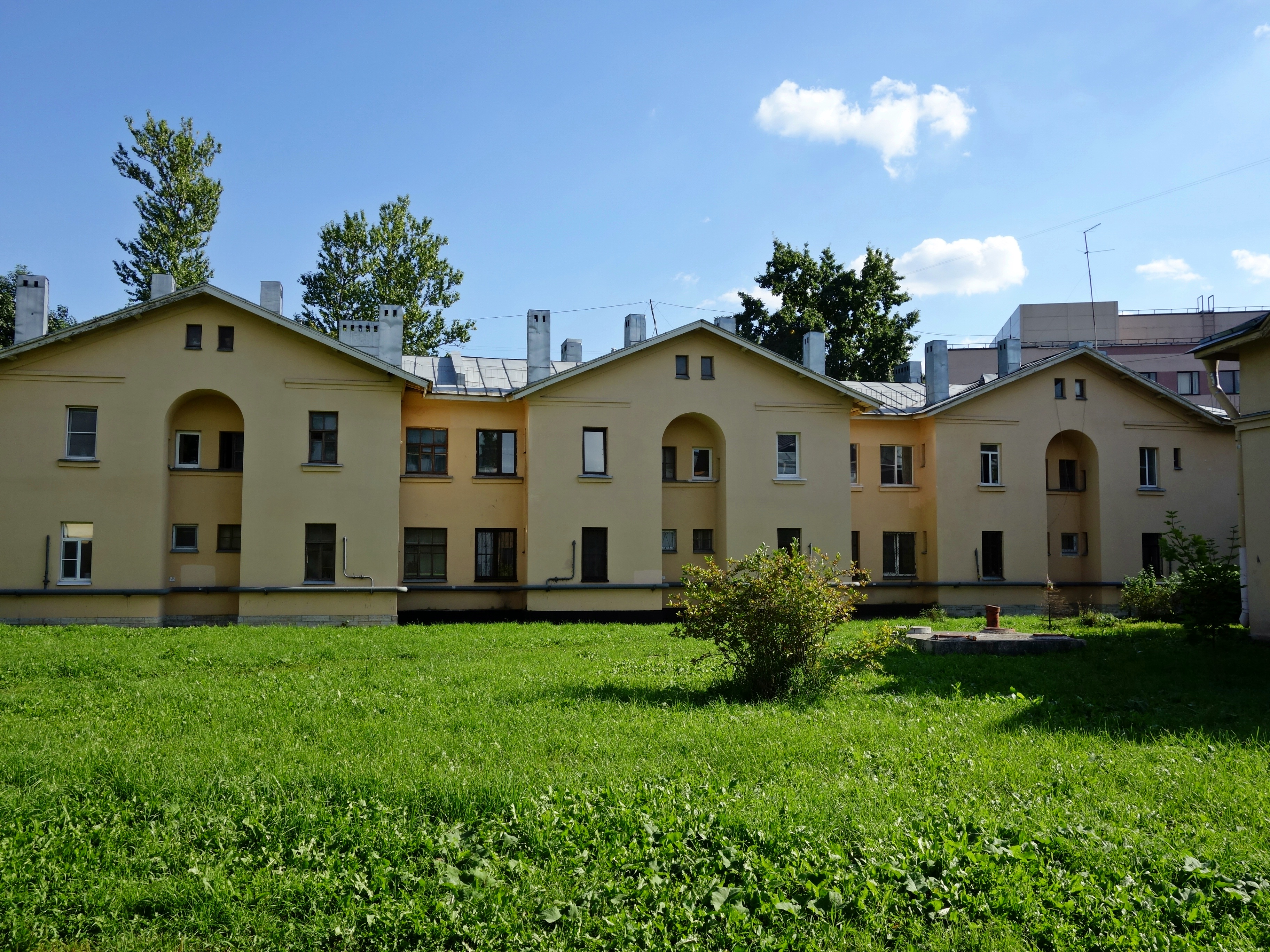
Палевский жилмассив